# Gerd Waschbusch
Gerd Waschbusch (* 1959 in Saarlouis) ist ein deutscher Wirtschaftswissenschaftler und Professor an der Universität des Saarlandes.
Er ist seit 2010 Inhaber des Lehrstuhls für Betriebswirtschaftslehre, insbesondere Bankbetriebslehre und seit 2009 Direktor des Instituts für Banken und Mittelstandsfinanzierung e. V., Saarbrücken (IfBM).
Waschbusch ist Mitglied der CDU. 2024 wurde er in den Ortsrat und zum Ortsvorsteher seines Wohnortes Felsberg (Saar) gewählt.

## Leben
Waschbusch studierte von 1980 bis 1985 Betriebswirtschaftslehre an der Universität des Saarlandes und schloss sein Studium als Diplom-Kaufmanns ab. Im Zeitraum von 1983 bis 1985 war er Stipendiat des Cusanuswerkes. Von 1985 bis 1994 sowie 1996 bis 2001 war er Wissenschaftlicher Mitarbeiter und Assistent am Lehrstuhl für Betriebswirtschaftslehre, insbesondere Bankbetriebslehre an der Universität des Saarlandes. 1992 wurde er zum Doktor der Wirtschaftswissenschaft (Dr. rer. oec.) mit der Gesamtnote summa cum laude promoviert. Von 1994 bis 1996 hatte er die Professurvertretung für Betriebswirtschaftslehre mit Schwerpunkt Rechnungswesen an der Universität Kaiserslautern inne. 1998 habilitierte er sich in Saarbrücken und erhielt die venia legendi für Allgemeine Betriebswirtschaftslehre.
2001 erhielt er einen Ruf auf die Professur für Allgemeine Betriebswirtschaftslehre mit den besonderen Schwerpunkten Rechnungswesen/Controlling und Finanzwirtschaft an der WHL Wissenschaftliche Hochschule Lahr, wo er zudem zwischen 2001 und 2003 das Rektorat innehatte. 2003 folgte er einem Ruf auf die Professur für Betriebswirtschaftslehre, insbesondere Rechnungswesen und Finanzwirtschaft an der Universität des Saarlandes. 2010 wechselte er auf die Professur für Betriebswirtschaftslehre, insbesondere Bankbetriebslehre an der Universität des Saarlandes.
Gerd Waschbusch ist seit 2009 zudem Direktor des Instituts für Banken und Mittelstandsfinanzierung e. V. (IfBM) in Saarbrücken. Er ist seit 2014 Mitglied des Mittelstandsbeirats der Landesregierung des Saarlandes. Seit April 2015 ist er zudem Studienleiter sowohl der Verwaltungs- und Wirtschafts-Akademie Saarland e. V. (VWA Saarland) als auch der Akademie für Arbeit und Sozialwesen des Saarlandes (AfAS) tätig. Er lehrt zudem an der Allensbach Hochschule in Konstanz. Er ist Mitglied in mehreren akademischen Gesellschaften und in der CDU, für die er 2024 in den Ortsrat von Felsberg (Saar) gewählt wurde.
Die Forschungsschwerpunkte von Waschbusch liegen in den Bereichen Bankbilanzierung, Bankenaufsicht, Bankmarketing, Internationale Rechnungslegung und Mittelstandsfinanzierung. Er ist Verfasser zahlreicher Bücher, Aufsätze und Beiträge in Sammelwerken zu den Bereichen Bilanzierung, Finanzwirtschaft, Kostenrechnung sowie zu anderen Gebieten.

## Schriften (Auswahl)
- Finanzierung in Übungen 4. Aufl., München 2017 (zus. mit Hartmut Bieg und Heinz Kußmaul)
- Finanzierung, 3. Aufl., München 2016 (zus. mit Hartmut Bieg und Heinz Kußmaul)
- Investition, 3. Aufl., München 2016 (zus. mit Hartmut Bieg, und Heinz Kußmaul)
- Investition in Übungen, 3. Aufl., München 2015 (zus. mit Hartmut Bieg und Heinz Kußmaul)
- Externes Rechnungswesen, 6. Aufl., München 2012 (zus. mit Hartmut Bieg und Heinz Kußmaul)
- Externes Rechnungswesen in Übungen, München 2012 (zus. mit Hartmut Bieg und Heinz Kußmaul)
- Bankenaufsicht in Theorie und Praxis, 4. Aufl., Frankfurt am Main 2011 (zus. mit Hartmut Bieg und Gregor Krämer)
- Bilanzrechtsmodernisierungsgesetz, München 2009 (zus. mit Hartmut Bieg, Heinz Kußmaul, Karl Petersen und Christian Zwirner)
- Handbuch der Rechnungslegung nach IFRS, 2. Aufl., Düsseldorf 2009 (zus. mit Hartmut Bieg, Heinz Kußmaul und Christopher Hossfeld)